# Josef Taucher
Josef Taucher (* 11. März 1967 in Graz) ist ein österreichischer Politiker (Sozialdemokratische Partei Österreichs) sowie Klinischer- und Gesundheitspsychologe. Er war von 2012 bis 2014 Mitglied des Bundesrates und ist seit 2014 Abgeordneter zum Wiener Landtag und Mitglied des Wiener Gemeinderats. Im Juni 2018 wurde er zum Wiener SPÖ-Klubobmann gewählt, im September 2018 folgte er Christian Oxonitsch in dieser Funktion nach.

## Ausbildung und Beruf
Taucher besuchte von 1973 bis 1977 die Volksschule in Flöcking und bildete sich danach ab 1977 am Bundesrealgymnasium in Gleisdorf weiter. Er schloss seine Schulbildung 1985 mit der Matura ab und studierte ab 1986 Psychologie an der Universität Wien. 1992 schloss er sein Studium mit der Sponsion zum Mag. rer. nat. ab. Er absolvierte zudem von 1993 bis 1995 den Universitätslehrgang zum „Klinischen Psychologen“ und „Gesundheitspsychologen“ an der Universität Wien und leistete von 1994 bis 1995 seinen Zivildienst ab.
Nach der Matura arbeitete Taucher von 1985 bis 1986 als Arbeiter im Baunebengewerbe als LKW-Fahrer und Baumonteur bei der Firma Tieber KG in Peggau, danach absolvierte er von 1987 bis 1989 ein freiwilliges psychologisches Praktikum an der Ambulanz der psychiatrischen Universitätsklinik am AKH Wien. Er war von 1994 bis 1995 Klinischer Psychologe und Gesundheitspsychologe an der Universitätsklinik für Kinder- und Jugendheilkunde in Graz und arbeitete zwischen 1995 und 1998 in der Jugendarbeit im Verein Jugendzentren der Stadt Wien. Danach übernahm er von 1998 bis 2000 die Leitung und den Aufbau eines Nachbarschaftszentrum des Wiener Hilfswerks. Im Anschluss war er von 2000 bis 2002 als Unternehmensberater in der ÖSB-Unternehmensberatung Ges.m.b.H. in der Projektleitung des Programms „Job Training“ beschäftigt, des Weiteren war er zwischen 2003 und 2009 stellvertretender Geschäftsführer des Vereins „Lokale Agenda 21 in Wien zur Förderung von BürgerInnenbeteiligungsprozessen“. Taucher ist seit 2010 wissenschaftlicher Projektmanager für die Umsetzung der Österreichischen Nachhaltigkeitsstrategie und seit 2011 Generalsekretär des Ökosozialen Forums Wien.

## Politik und Funktionen
Taucher wirkte zwischen 2001 und 2006 als Bezirksrat in Wien-Donaustadt und war von 2006 bis 2012 Bezirksvorsteher-Stellvertreter von Wien-Donaustadt. Er wurde 2006 Vorstandsmitglied des Bezirksparteivorstandes der SPÖ Wien-Donaustadt und ebenfalls 2006 Mitglied des dortigen Bezirksparteipräsidiums. Am 22. November 2012 wurde er zum Bundesrat gewählt. Am 25. September 2014 trat er im Wiener Landtag und Gemeinderat die Nachfolge von Ernst Nevrivy an.
Taucher war von 2007 bis 2009 Sektionsvorsitzender-Stellvertreter der Sektion 10 Straßecker und ist seit 2008 Vorsitzender-Stellvertreter der Volkshilfe Donaustadt. Er ist zudem Vorsitzender-Stellvertreter der VHS Donaustadt, Mitglied des Kuratoriums der HTL Donaustadt und seit 2009 Sektionsvorsitzender der Sektion 7 (Süßenbrunn).
Im Juni 2021 wurde er im Nachfolge von Ruth Becher zum Parteivorsitzenden der SPÖ Donaustadt gewählt, im Mai 2022 folgte er ihr auch als stellvertretender Landesparteivorsitzender der SPÖ Wien nach.